# 오봉산 (인천)
오봉산은 인천광역시 남동구에 위치한 산으로, 높이는 106m이다.

## 오봉산 약수터

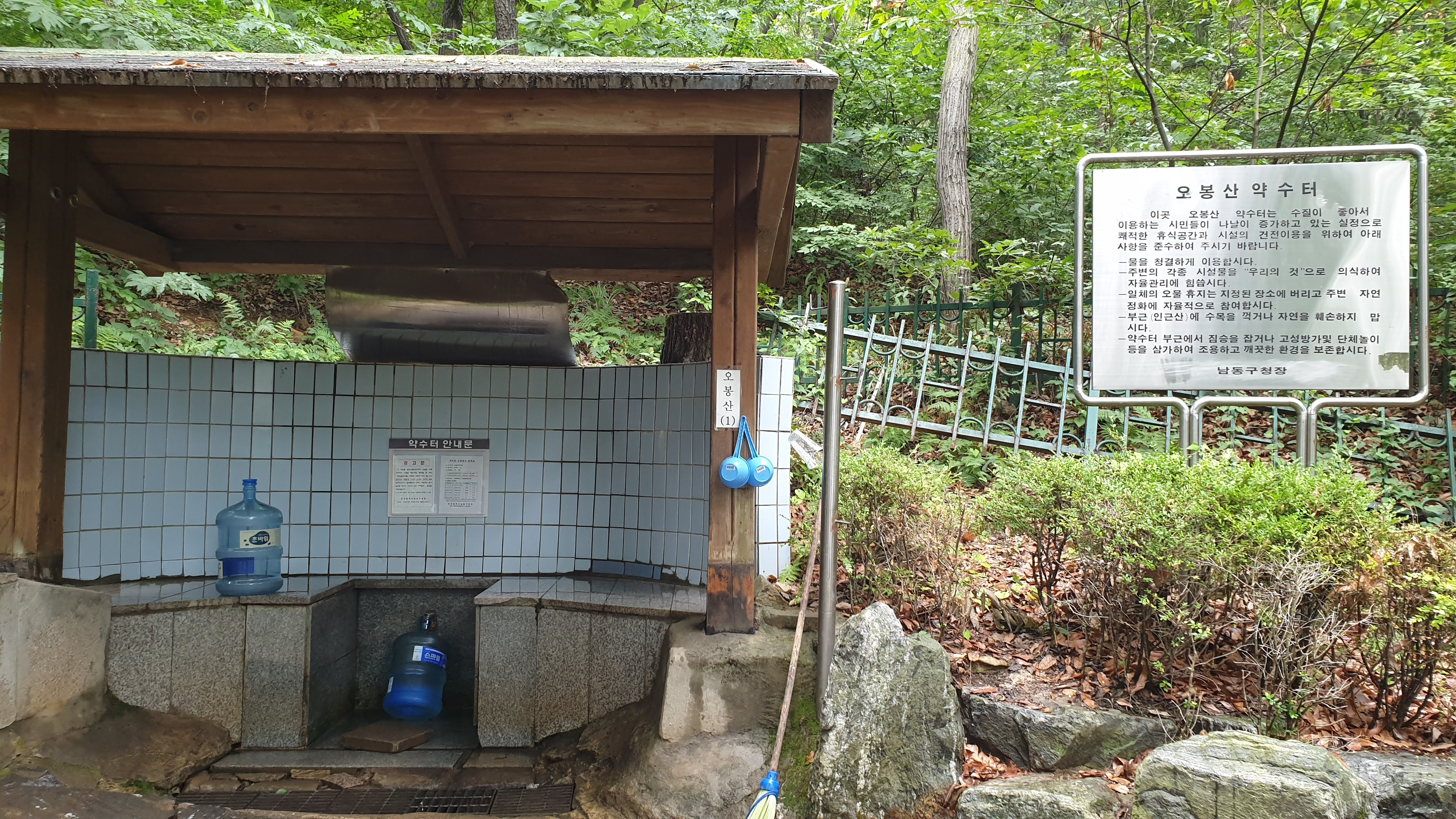
오봉산 약수터

오봉산 약수터는 오봉산에 위치한 약수터로, 인천광역시 남동구 도림동 산48-1에 위치한다. 인천광역시 보건환경연구원에서 월 1회 정기검사를 실시하고 있다.